# Face (Mastelotto/Reuter)
Face is een studioalbum van Pat Mastelotto en Markus Reuter. Zij kenden elkaar uit diverse samenwerkingsverbanden zoals Tuner en de jaren voor dit album van Stick Men. Het album dat in 2017 verscheen bevat opnamen uit de periode 2007 tot 2011. Het bevat slechts één nummer, fragmenten, die muzikaal aan elkaar gelast lijken te zijn. Zo ontstond een epic (een lang nummer binnen de progressieve rock) van 35 minuten. De opnamen vonden grotendeels plaats in pat’s Place, aanvullende opnamen vonden elders plaats. 

## Musici
- Markus Reuter – alle muziekinstrumenten met aanvullingen door
- Pat Mastelotto – slagwerk, elektronisch slagwerk, programmeerwerk
- Fabio Trentini –gitaar, gitaarsynthesizer, fretloze basgitaar, stem
- Tim Motzer – gitaar, ukelele
- Mark Williams – mandocello, fretloze bas, cello, stem
- Monika Champion – klarinet, saxofoon, stem
- Annette Franzen – elektrische viool
- Adrian Benavides – gitaar
- Luca Calabresa – flugelhorn
- Marcus Graf –trompet
- Michael Mordecai – trombone
- Brad Houser – basklarinet
- Steven Wilson – zang
- Michael bernier – bowed stick
- Chrysta Bell, Renée Stieger, Danny Wilde, Yoshi Hampl – achtergrondzang

## Muziek
| Nr. | Titel | Duur  |
| --- | ----- | ----- |
| 1.  | Face  | 35:11 |